# 藤井キク
藤井 キク（ふじい きく、安政2年（1855年） - 昭和11年（1936年））は、明治～昭和期の実業家。京都の百貨店 藤井大丸の創始者。

## 経歴
近江の人。
明治2（1869）年、藤井太助と結婚。翌、明治3（1870）年に、夫と呉服の行商を始める。これが、現在の藤井大丸の始まりとなる。
明治24（1891）年に、河原町四条上ルに藤井大丸呉服店を開き、明治28（1895）年には、四条御旅町北側に4階建店舗を新築した。
明治45（1912）年、現在の藤井大丸の場所である、四条寺町下ルに、鉄骨3階建の洋館を新築し移転。なお、この頃には、既に百貨店化の計画があったようである。
昭和10年（1935年）4月1日に、株式会社藤井大丸の名称で百貨店経営を始めた。